# Uccello del Paradiso (costellazione)
L'Uccello del Paradiso (in latino Apus, abbreviato in Aps) è una debole costellazione vicina al polo sud celeste. Viene ufficialmente menzionata per la prima volta nell'Uranometria di Johann Bayer, ma si ipotizza che fosse in uso già in precedenza presso i marinai.

## Caratteristiche

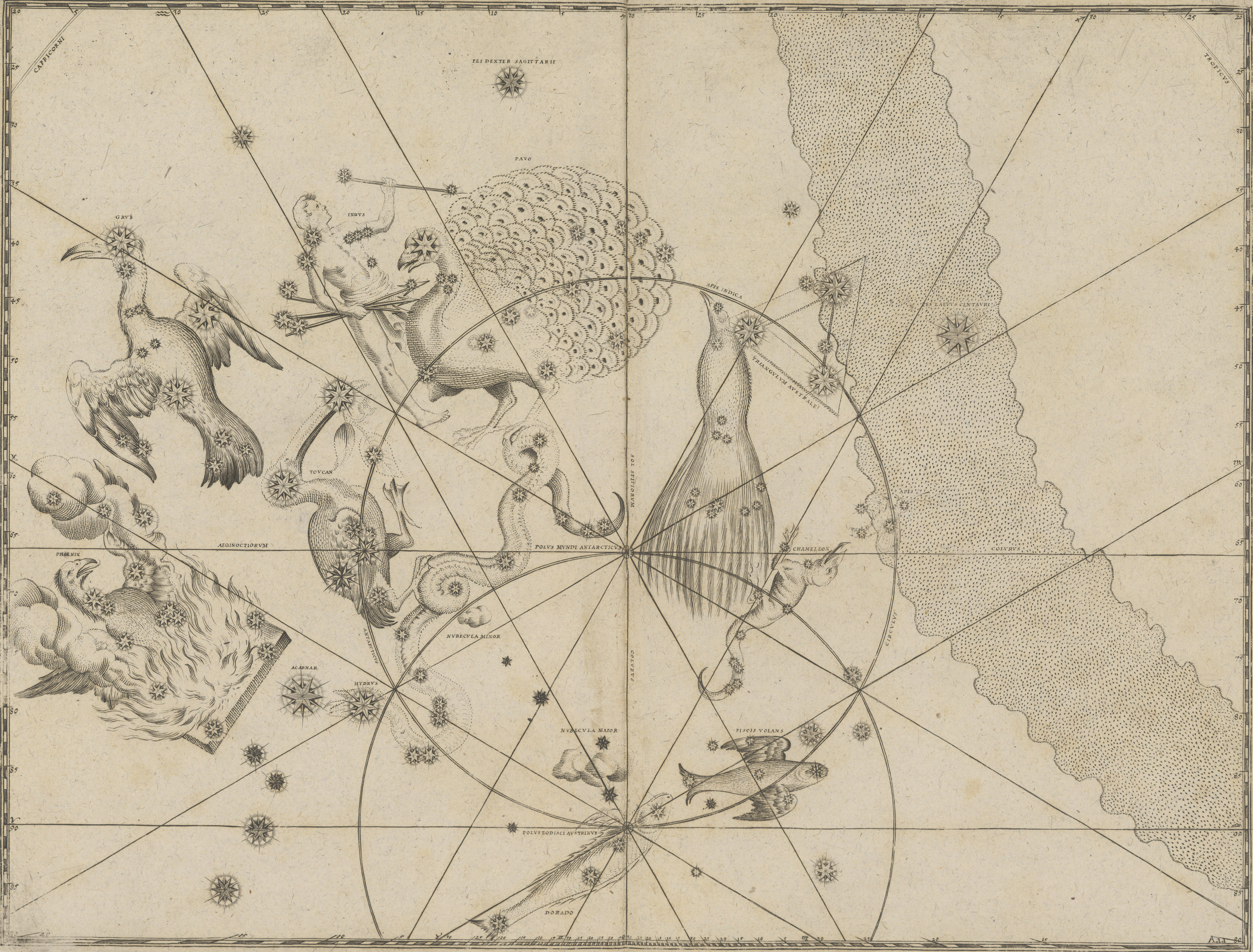
Pagina dell'Uranometria di Johann Bayer; l'Uccello del Paradiso si trova poco in alto a destra del centro della mappa.

Si tratta di una piccola costellazione relativamente poco luminosa, situata sul bordo della parte più meridionale della Via Lattea del sud; le sue stelle principali risaltano soprattutto perché sono relativamente isolate e vicine fra loro rispetto alle stelle luminose vicine. La sua visibilità è limitata alle regioni dell'emisfero australe terrestre, più una ristretta fascia poco a nord dell'equatore.
L'Uccello del Paradiso è una delle dodici costellazioni create da Petrus Plancius in seguito alle osservazioni compiute da Pieter Dirkszoon Keyser e Frederick de Houtman e fece la sua prima comparsa in un globo celeste di 35 cm di diametro realizzato nel 1597 (o 1598) ad Amsterdam da Plancius e Jodocus Hondius. Plancius chiamò la costellazione Paradysvogel Apis Indica; il primo termine significa «uccello del paradiso» in olandese, ma le altre due parole, latine, significano «ape indiana»; «apis» («ape» in latino) è probabilmente una svista per «avis» o «uccello». Questa confusione sembra aver portato ad un cambio di nome per due costellazioni: «Avis Indica», trasformato in «Apus», e «Apis», l'ape, divenuta in seguito «Musca», la mosca.

### Stelle principali
- α Apodis è una gigante arancione di magnitudine 3,83, distante 411 anni luce.
- γ Apodis è una stella subgigante arancione di magnitudine 3,86, distante 159 anni luce.
- β Apodis è una doppia; la componente più brillante è una gigante arancione di magnitudine 4,23, distante 158 anni luce.
- δ Apodis è una doppia larga, risolvibile con un binocolo. Ad occhio nudo appare come una stella rossastra di quarta magnitudine.

### Stelle doppie
La costellazione, sia per le piccole dimensioni che per l'assenza di campi stellari notevoli, contiene pochissime stelle doppie alla portata di piccoli strumenti.
L'unica coppia di rilievo è la δ Apodis, risolvibile anche con un binocolo; le due componenti, di magnitudine apparente pari a 4,7 e 5,3, sono due giganti rosse situate a distanze piuttosto differenti dal sistema solare: 760 e 660 anni luce rispettivamente. Si tratta dunque di una doppia ottica, piuttosto che di un reale sistema binario.
| Principali stelle doppie |                                          |                                          |             |             |                                 |        |
| Nome                     | Coordinate equatoriali all'epoca J2000.0 | Coordinate equatoriali all'epoca J2000.0 | Magnitudine | Magnitudine | Separazione (in secondi d'arco) | Colore |
| Nome                     | AR                                       | Dec                                      | A           | B           | Separazione (in secondi d'arco) | Colore |
| δ Apodis                 | 16h 20m 22s                              | -78° 41′ :                               | 4,68        | 5,27        | 102,9                           | r + ar |

### Stelle variabili
Le stelle variabili alla portata di piccoli strumenti si presentano in numero maggiore rispetto alle doppie.
La più brillante è la δ1 Apodis, una delle componenti della coppia più brillante della costellazione; si tratta di una variabile irregolare che oscilla di due decimi di magnitudine.
Fra le Mireidi spicca la VZ Apodis, che transita fra la settima e la quindicesima magnitudine in 385 giorni; un'altra Mireide è la T Apodis, che quando è al massimo possiede una magnitudine di 8,41. Il suo ciclo è di 261 giorni.
Interessante notare che la stella R Apodis, nonostante riporti la nomenclatura delle stelle variabili, non è in realtà una stella variabile.
| Principali stelle variabili |                                          |                                          |             |             |                  |                       |
| Nome                        | Coordinate equatoriali all'epoca J2000.0 | Coordinate equatoriali all'epoca J2000.0 | Magnitudine | Magnitudine | Periodo (giorni) | Tipo                  |
| Nome                        | AR                                       | Dec                                      | Max.        | Min.        | Periodo (giorni) | Tipo                  |
| T Apodis                    | 13h 55m 50s                              | -77° 48′ 05″                             | 8,41        | 15,00       | 261,11           | Mireide               |
| VZ Apodis                   | 16h 16m 14s                              | -74° 02′ 25″                             | 7,00        | 15,00       | 385              | Mireide               |
| DW Apodis                   | 17h 23m 30s                              | -67° 55′ 45″                             | 7,9         | 9,1         | 2,3130           | Eclisse               |
| δ1 Apodis                   | 16h 20m 21s                              | -78° 41′ 45″                             | 4,66        | 4,87        | -                | Irregolare            |
| θ Apodis                    | 14h 05m 20s                              | -76° 47′ 48″                             | 6,4         | 8,6         | 119              | Semiregolare pulsante |

## Oggetti del profondo cielo
Gli oggetti non stellari scarseggiano, anche a causa delle ridotte dimensioni della costellazione; le polveri della Via Lattea non oscurano il profondo cielo, ma le galassie qui presenti sono tutte molto deboli e remote.
L'unico oggetto di rilievo, situato verso il confine settentrionale della costellazione, è NGC 6101, un ammasso globulare poco concentrato e distante quasi 50.000 anni luce.
| Principali oggetti non stellari |                                          |                                          |                   |             |                                        |              |
| Nome                            | Coordinate equatoriali all'epoca J2000.0 | Coordinate equatoriali all'epoca J2000.0 | Tipo              | Magnitudine | Dimensioni apparenti (in primi d'arco) | Nome proprio |
| Nome                            | AR                                       | Dec                                      | Tipo              | Magnitudine | Dimensioni apparenti (in primi d'arco) | Nome proprio |
| IC 4499                         | 15h 00m 18s                              | -82° 13′ :                               | Ammasso globulare | 9,76        | 2,0                                    |              |
| NGC 6101                        | 16h 25m 48s                              | -72° 12′ :                               | Ammasso globulare | 9,2         | 10,7                                   |              |